# منتخب سلوفينيا لكرة الطائرة للسيدات
منتخب سلوفينيا الوطني لكرة الطائرة للسيدات (بالإيطالية: Nazionale di pallavolo femminile della Slovenia)‏ هو ممثل سلوفينيا الرسمي في المنافسات الدولية في كرة طائرة في فئة كرة الطائرة للسيدات.